# LORAN
LORAN (long range navigation) var ett amerikanskt radionavigeringssystem med lång räckvidd för sjö- och luftfart. Korta radiosignaler sändes ut synkront från två landbaserade stationer på ett avstånd av 500 till 700 kilometer från varandra. En mottagare ombord mätte tidsskillnaden mellan de två signalernas ankomst till fartyget. Tidsskillnaden motsvarade skillnaden i avstånd till avsändarstationerna och definierade därmed en hyperbel på jordytan som fartyget befann sig på.
LORAN utvecklades i USA under andra världskriget. Det liknade Storbritanniens Gee-system men arbetade vid lägre frekvenser för att ge förbättrad räckvidd på upp till 1 500 miles (2 400 km) med en noggrannhet på tiotals miles. Det användes först för fartygskonvojer som korsade Atlanten, och sedan av långväga patrullflygplan, men fann sin huvudsakliga användning på fartyg och flygplan som var verksamma i Stilla havet.
LORAN i sin ursprungliga form var ett dyrt system att använda och krävde en katodstrålerörsskärm. Detta begränsade användningen till militära och stora kommersiella användare. Förbättrad elektronik som infördes under 1950-talet ledde till att nya och enklare mottagare blev praktiskt möjliga.
Den amerikanska flottan började utvecklingen av Loran-B, som erbjöd noggrannhet i storleksordningen några tiotal meter. Systemet hade dock inledningsvis betydande tekniska problem. Det amerikanska flygvapnet hade arbetat på ett annat koncept, som kallas Cyclan, men övergav detta i början av 1950-talet.
Marinen tog upp utvecklingsarbetet med Cyclan som döptes till Loran-C. Detta blev framgångsrikt där Loran-C erbjöd längre räckvidd än LORAN och förbättrad noggrannhet i storleksordningen hundratals meter. Den amerikanska kustbevakningen tog över de båda systemen 1958.
Trots de dramatiskt förbättrade prestandana för Loran-C kom LORAN, numera betecknad Loran-A eller ”Standard LORAN”, att fortsätta vara i allmänt bruk. Detta berodde delvis på den mängd LORAN-A-enheter som blev tillgängliga på andrahandsmarknaden när flottans fartyg och flygplan gick över till Loran-C. Först under 1980-talet med tillgång till billigare mikroelektronik blev kostnaden för Loran-C-mottagare så låg att Loran-C trängde undan Loran-A. Loran-A togs successivt ur drift i början på 1970-talet men förblev aktivt i Nordamerika fram till 1980 och i resten av världen fram till 1985. Ett japanskt stationsnät var i drift till den 9 maj 1997 och ett kinesiskt nät var fortfarande listad som aktiv 2000.
Loran-A använde två frekvenser, 1,85 och 1,95 MHz, vilket var samma frekvenser som amatörradions 160-metersband. För att undvika att dessa verksamheter störde varandra gällde strikta regler för vilka effektnivåer som tilläts för radioamatörerna. Beroende på deras placering och avstånd till områden med Loran-användning var amerikanska operatörer begränsade till maximalt 200 till 500 watt under dagen och 50 till 200 watt på natten.